# Aeroportul Lins
Aeroportul Lins (IATA: LIP, ICAO: SWXQ) este un aeroport din Lins, São Paulo, Brazilia ce deservește zona Lins. Aeroportul a fost tranzitat în 2015 de 119 pasageri. A fost numit după zona deservită.
Situat la o altitudine de 480 m, aeroportul dispune de 1 pistă.

## Infrastructură

### Piste
Aeroportul dispune de o singură pistă. Pista 14/32 are suprafața de asfalt și dimensiunile 1.700 m × 35 m. 